# Willow Rosenberg
Willow Rosenberg es un personaje de ficción de la serie Buffy la cazavampiros, creado por el director de la serie Joss Whedon e interpretado por Alyson Hannigan, aunque el personaje fue interpretado durante el episodio piloto por Riff Regan.
Es la tímida amiga pelirroja de Buffy, judía y experta en ordenadores. A menudo demuestra su inteligencia superdotada, lo que es aprovechado por Buffy en sus investigaciones. Posteriormente se inicia en las artes de la brujería adquiriendo gran poder.
Es uno de los personajes principales de la serie, pues aparece en todos sus capítulos y también en su spin off, Ángel.[cita requerida]

## Historia

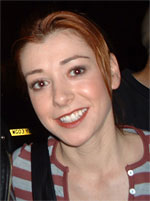
Alyson Hannigan interpreta a Willow.

Willow Danielle Rosenberg nació en 1981 en Sunnydale, California; hija única de Sheila e Ira Rosenberg. Willow significa "Sauce" en inglés. Sólo aparece su madre en el capítulo "Gingerbread" de la tercera temporada, que bajo el dominio de un demonio, intentó quemar a su hija y otras supuestas brujas, Amy Madison y Buffy. 
En el primer capítulo, es mostrada como la cerebrito del colegio, que no viste a la moda y se deja pisotear por todos. Cuando bebe agua de la fuente, llega la popular Cordelia Chase, que se burla de su ropa y la obliga a marcharse. En ese capítulo la protagonista se interesa por ella para conocerla mejor y que la ayude con los estudios. Desde esa oportunidad, el personaje no se separa de los Scoobies, incluso después de un intento de mordedura de vampiro.
Se encarga de la investigación y búsqueda de información. Siempre se muestra una buena relación, que partió de intereses comunes con Giles, el bibliotecario de la escuela.
Durante la segunda temporada está completamente integrada en el grupo y comienza un romance con Daniel "Oz" Os alma de Ángel durante el último capítulo de esta temporada.
Posteriormente, en la tercera temporada y durante el último año de educación secundaria de los Scoobies, alcanza un gran nivel en la práctica de la magia.
Ya en la Universidad de Sunnydale, en la cuarta temporada, comienza a complicarse la relación con Oz, por algunos problemas cuando es lobo y algún encuentro con una mujer-lobo especial. Él decide irse por un tiempo. En la ausencia de Oz se integra en el grupo de Wicca y conoce a Tara Maclay. La amistad forma en amor. 
Si bien al principio Tara era más poderosa que Willow, la pelirroja la supera notablemente en muy poco tiempo. En la quinta temporada sus hechizos fueron claves para combatir a Glory.  
En la sexta temporada ella y Tara cuidan de la hermana menor de Buffy, Dawn. Hasta que planean la resurrección de Buffy. Es allí donde se muestra el gran nivel de magia de Willow, con incursiones en la magia negra. Por eso Tara le pide que abandone esta adicción, que llega hasta el extremo de hechizar a su novia en "Once More With Feeling". La separación llega al recaer en esta práctica. 
En un principio sigue con la magia, pero luego se da cuenta de sus errores y después de un tiempo que le lleva recuperarse, se reconcilia con Tara. Después de una noche de pasión, Tara es alcanzada de casualidad por una bala que dispara Warren desde el jardín.
Luego de momentos de desesperación, Willow intenta invocar al Dios Osiris para revivir a su amada, pero no lo logra ya que la mataron humanos con medios humanos. Desea vengarse, pero no controla su magia, consume toda la magia negra (el cabello se le oscureció) y decide destruir el mundo. Xander consigue convencerla para que abandone sus planes porque aún se conserva el amor y la amistad que hubo entre ambos.
Al principio de la última temporada de Buffy, se muestra la rehabilitación de Willow. Consigue conectarse consigo misma, pero sigue siendo dominada por las artes malignas. Comienza a ser coqueteada por una de las cazadoras potenciales, Kennedy, que se convertirá en su novia. En el último capítulo hace la acción más importante, un hechizo para convertir a todas las Cazadoras potenciales, en verdaderas.

### Instituto Sunnydale
En las primeras temporadas es una chica tímida, ingenua, con un peculiar sentido del humor. Miembro de los clubes de Matemáticas, Ciencias e Informática, es la persona indicada para pedirle ayuda en cualquier momento. Es ridiculizada por sus compañeros más populares, incluidas las animadoras Cordelia Chase y Harmony Kendall. Tiene una atracción sin esperanzas por su amigo Xander Harris, que sin embargo, sólo está interesado por Buffy. Pronto se convierte en su mejor amiga y cuando sabe que ella es la Cazadora, se dedica a ayudar a su amiga en la batalla contra el mal. 
Aunque es al principio era necesaria simplemente por el ordenador, en la segunda temporada empezará a desarrollar un interés por la brujería. Se vuelve también más enérgica, lídera al grupo en las ausencias de Buffy (Halloween o Los años oscuros). Después de descubrir a Xander besándose con Cordelia, una Willow destrozada decide seguir adelante, empieza una relación romántica con Daniel "Oz" Osbourne, un guitarrista de una banda local. Continúa saliendo con él incluso después de la revelación de que él es un hombre lobo. 
Cuando Jenny Calendar, una profesora de informática y una tecnopagana admirada por Willow, es asesinada por el novio vampiro de Buffy, Ángelus en Pasión, ella la sustituye. Durante ese tiempo, utilizará las pertenencias de su profesora favorita y se interesará por la magia: realizará el ritual de restauración del alma de Ángel. 
En la Tercera Temporada continúa con la magia y su relación con Oz. Se une a un grupo de pequeñas brujas con Amy Madison y Michael Czajak y es víctima de una caza de brujas liderada por los padres de Sunnydale (Pan de Gengibre). 
Ella y Xander descubren una creciente atracción hacia el otro, a pesar del hecho de que están en otras relaciones. Mientras están secuestrados por Spike, Willow y Xander comparten un beso, creyendo que nunca saldrán vivos de las manos de Spike. Para su desilusión, son pillados por Oz y Cordelia, que habían venido para rescatarlos. Aunque Cordelia rompe con Xander para siempre, Oz y Willow finalmente deciden superarlo y seguir juntos. 
Harta de ser "poco creíble", Willow ayuda a un demonio de la venganza, Anya Jenkins, en un hechizo, sin darse cuenta de que ha dejado escapar su propia parte vampira homóloga de un universo alternativo (Doble Personalidad). Se impresiona mucho al descubrir que su parte vampira tiene tendencias homosexuales, un presagio de sus propias relaciones homosexuales en el futuro. 
A pesar de ser aceptada por varias universidades, como Harvard, Yale y Oxford, Willow decide ir a la Universidad de Sunnydale para seguir ayudando a Buffy.

### Universidad
En la cuarta temporada, ya en la Universidad de Sunnydale, Willow y Buffy se convierten en compañeras de habitación. Cuando Oz deja la ciudad después de haber engañado a Willow con otra mujer-lobo en el episodio Corazón Salvaje, una Willow devastada hace un hechizo para sentirse bien, pero pone en peligro las vidas de sus amigos (Algo Triste). Se une al grupo de Wicca del campus, una experiencia decepcionante, excepto la presencia de la bruja Tara Maclay. Después de descubrir los poderes de cada una, se vuelven amigas y posteriormente almas gemelas. En Luna Nueva, Oz vuelve después de haber ganado control sobre su parte de lobo para continuar su relación con Willow. Es ahí donde la pelirroja rebela que está enamorada de Tara y rechaza a Oz, aunque le dice que siempre lo llevará en su corazón.
En la quinta temporada vemos que el poder de Willow aumenta excesivamente. Su relación con Tara se fortalece cuando descubre cómo Tara creció con las mentiras abusivas de su familia. Sin embargo en el episodio Amor Salvaje, tienen una pelea en la que Tara le plantea su preocupación por como aumentan rápidamente sus poderes y donde va a encajar ella cuando Willow "cambie" (haciendo referencia a que, al volverse poderosa e independiente, Willow iba a volver a ser heterosexual). Willow se enoja ante la duda de su amada y se va. Después de esa discusión, Glory le "chupa el cerebro" a Tara y la deja en un estado de trance. 
Willow no hace caso de las advertencias de Buffy, se prepara ella sola para una lucha y ataca a Glory con magia negra. Cuando Buffy después cae en estado catatónico, Willow mágicamente entra en su mente, la libera y le asegura que encontrarán un camino para derrotar a Glory. En la lucha final contra Glory, Willow consigue restaurar la mente de Tara y se reúne con su amada. Sin embargo, Buffy es forzada a sacrificarse para poder salvar la vida de su hermana, Dawn.

### Willow Oscura
En la sexta temporada, Willow empieza a hacerse adicta a la magia, y en ocasiones coqueteando con la magia negra. Sus destrezas mágicas empiezan a verse en el primer episodio de la sexta temporada, Negociación, Primera Parte, cuando lidera a Tara, Xander y Anya para resucitar a Buffy. 
Willow no controla su adicción y controla todo con magia, inclusive la memoria de su novia. Por las consecuencias de sus acciones (borrarles accidentalmente la memoria a todos los Scoobies), Tara la deja.
Con la marcha de Tara y la lesión de Dawn (causada por los excesos de la pelirroja), Willow es forzada a enfrentarse con su problema y deja de hacer magia. Cuando logra controlarse, se reconcilia con Tara pero esta es asesinada por Warren Mears. Willow, perdida en la tristeza y la desesperación por haber perdido al amor de su vida, libera sus energías oscuras una vez más, y su venganza llega al clímax cuando usa la magia para despellejar vivo a Warren en el episodio Villanos. Willow absorbe cantidades de magia mientras persigue a Jonathan Levinson y Andrew Wells, los cómplices de Warren. 
La Willow Oscura (o Dark Willow) intenta destruir el mundo, pero gracias a Giles (que hace que absorba magia con el dolor del mundo) y Xander (que la habla y le hace resucitar su lado humano) su lado oscuro desaparece.

## Poderes y Habilidades
En la primera temporada, los mayores "poderes" de Willow eran su inteligencia y sus conocimientos informáticos. Ayuda a Giles en buscar información para ayudar a Buffy. En la quinta y sexta temporada, tiene suficiente conocimiento de robótica para poder reparar y reprogramar el "Buffybot" en varias ocasiones. 
Willow ayuda en la preparación de materiales mágicos, hace su primera poción para detectar a una bruja en La Bruja y realiza el ritual para revocar la invitación de Angelus a la casa de Buffy en Pasión, pero no empieza a practicar magia seriamente hasta la muerte de Jenny Calendar, una de sus profesoras. Le piden dar sus clases por su gran conocimiento de la asignatura, y un día encuentra un disquette que contiene un hechizo que Jenny Calendar había traducido satisfactoriamente al inglés, que puede restaurar el alma de un vampiro. Ve la magia como una manera de piratear el universo y una extensión de sus destrezas informáticas. Esta mentalidad ha sido influenciada por su relación con Jenny, una "tecnopagana", conectada a una cadena pagana de Internet. 
El primer hechizo importante que hizo Willow fue el de devolverle el alma a Ángel al final de la segunda temporada, un hecho que se repite en el episodio de Ángel, Orfeo. Aprende a hacer levitar un lápiz en la tercera temporada y sus poderes siguen desarrollándose, hasta que al final de la cuarta temporada, es capaz de hacer poderosos hechizos independientemente y con la ayuda de Tara Maclay. 
En la quinta temporada nos la encontramos superando a Tara, una bruja con mucha experiencia, en destreza y es capaz de reunir poder suficiente para esquivar a la diosa-infernal Glory. 
En la sexta temporada, Willow demuestra la habilidad de traer a la vida nuevamente a Buffy, la deja exhausta, pero recupera sus poderes en unas pocas horas. Su amiga Amy Madison la introduce a un Warlock, Rack, que le da la habilidad para ir más lejos y hacer más hechizos, que llevará a Willow a ir más allá de su destino y acercarse al lado oscuro de la magia. 
Finalmente, después de que Tara muere, la magia consume a Willow y casi destruye el mundo. Anya Jenkins dice que Willow es la más poderosa Wicca en el Hemisferio Oeste. Willow es capaz de tener fuerza sobrenatural rivalizando con la de Buffy, volar, absorber vida de otras personas, teletransportarse, ser capaz de que no la afecte el daño físico, curarse a sí misma y a otros, lanzar bolas de energía, de practicar telequinesia y control mental telepático. Este poder mental incluso se extiende hasta Anya, a pesar del dicho de Anya de que los demonios vengativos son inmunes al control mágico de la mente. 
En la séptima temporada, su buena voluntad de usar la magia para el bien se ven reducidos después de los sucesos de la sexta temporada. Willow pasa un tiempo con un grupo en Inglaterra con Giles y aquí llega a entender mejor la magia y evaluarla. Es tan poderosa, que sus sentimientos y pensamientos pueden afectar al mundo. Amy dice que otras practicantes "trabajan el doble de duro para ser la mitad de buena que Willow". 
A pesar de este hecho, Willow es tentada por El Primero para utilizar la magia, que quiere corromperla. Al final de la séptima temporada, Willow hace un hechizo que imbuye a todas las cazadoras potenciales de la tierra para darles el poder de la Cazadora. Este hecho hace que los ojos y el pelo de Willow se vuelvan de un color blanco cristal. Kennedy lo remarca llamándola "diosa". 
En el Cómic, es decir, la octava temporada, se ve que los poderes de Willow se han expandido de una manera rápida desde la serie de televisión. Ahora puede volar a voluntad propia y tiene mayor control de sus poderes.

## Relaciones

### Amores
El primer amor de Willow Rosenberg, fue Alexander "Xander" Harris; cuando eran muy pequeños, pero rompieron porque él le robó su muñeca Barbie.
Luego en la segunda temporada conoció a Oz, un hombre lobo guitarrista de una banda de secundaria con quien perdió su virginidad. Ella estuvo muy contenta al lado de él, hasta que en la tercera temporada comenzó a tener recaídas con Xander, quien salía en ese entonces con Cordelia. Pero luego de un descuido, fueron sorprendidos por sus parejas.
Este conflicto marcó un distanciamiento entre ella y Oz, pero después de un tiempo, volvieron a darse una oportunidad.
Durante la cuarta temporada, Willow asistió a la Universidad de Sunnydale, pero no por eso dejó de verse con su pareja, pero luego de unos incidentes relacionados con la licantropía, Oz decide alejarse y mientras tanto Willow se incorpora a un grupo de Wicca, en el que conoce a una chica que la revolucionaría por completo. Ella es Tara Maclay, una bruja con quien iniciaría la primera relación lésbica estable en la televisión familiar estadounidense.
Con Tara pasó los mejores años de su vida, hasta que una bala se atravesó en su camino, (antes de esto habían sufrido muchos problemas como pareja, pero lograron salir de ellos) y mata a Tara.
Posterior a esto y después de una larga rehabilitación, en la séptima temporada, conoció a Kennedy, una potencial cazadora que logró cautivar a la pelirroja bruja.
Se puede ver claramente que Tara fue el gran amor de la vida de Willow. En el episodio "fuerte amor" Willow tiene que hacerse cargo de Tara, quien queda sin cordura por culpa de Glory. En el episodio "Tabula Rasa" de la sexta temporada, Willow y Tara sienten atracción mutuamente, al margen de haber perdido la memoria. Además, la muerte de Tara fue lo que hizo que apareciera su lado oscuro, ya que estaba devastada. De hecho, antes de despellejar a Warren, le dice que él apartó la luz de Tara de su vida y del mundo. En la séptima temporada se puede apreciar que Willow no vuelve a ser la misma, a pesar de que inicia otra relación con Kennedy. 

### Enemigos
- Rack: Rack es un warlock oscuro quien hace de "camello" de magia oscura para Willow, después de que Amy se lo presentara. La relación de negocio de Rack con Willow puede ser tomada incluso como sexual, por la euforia que ella tiene en el traspaso de poder. Después de la transformación en la Willow Oscura, Willow asesina a Rack y roba su fuerza vital.
- Amy Madison: Amy y Willow son amigos desde la escuela, incluso Willow la adopta como mascota cuando Amy se transforma a sí misma en una rata. Las dos se vuelven inseparables durante la exploración de magia por parte de Willow en la Sexta Temporada. Sin embargo, su amistad termina de una manera brusca, y Amy luego busca venganza. Empezando una relación romántica con el enemigo de Willow, Warren Mears, a quien Amy mantuvo vivo místicamente después de que la Oscura Willow lo despellejara vivo, Amy pone un hechizo en Willow y luego intenta asesinar a Buffy. Willow interviene y la ata a un avión de combate.
- Warren Mears: Warren se mete en el camino de Willow cuando accidentalmente dispara a Tara mientras apuntaba a Buffy. Consumida por el odio y la magia negra, la Willow Oscura lo persigue, lo tortura para, finalmente, despellejarlo vivo ("Villanos"). Sin embargo, y sin saberlo Willow, Warren es mantenido vivo por Amy, y planean venganzas contra la mujer que intentó asesinarlo.